# Hero (chanson de Mariah Carey)
Pour les articles homonymes, voir Hero.
Singles de Mariah Carey
Dreamlover
(1993) Without You/Never Forget You
(1994)
Hero est une chanson de l'artiste américaine Mariah Carey issue de son troisième album, Music Box. Elle sort en single le 19 octobre 1993 sous le label Columbia Records. D'abord écrite pour Gloria Estefan, elle est produite par Carey et Walter Afanasieff. Tout en écrivant cette chanson, Carey ne ressent aucun lien avec son style même si elle l'a créée pour le film Héros malgré lui. Cependant, après avoir été convaincue de la garder, elle la personnalise, lui donne une mélodie plus pop et R&B, et change les paroles pour les rendre plus proches de sa personnalité. Elle est considérée comme l'une de ses ballades les plus personnelles, alors que les paroles disent que même si nous sommes parfois découragés, nous sommes tous des « héros » si nous nous observons et voyons notre courage ; cela nous aide à « trouver le chemin ».
La chanson reçoit des critiques mitigées notamment pour les paroles alors que la prestation vocale de Carey est louée. À part les paroles, Hero se compose de guitare, d'orgue et de piano. La chanson rencontre beaucoup de succès dans le monde et devient le huitième numéro un de Carey aux États-Unis. De plus, elle est à la onzième place du classement annuel et à la 53e place du classement décennal. En dehors des États-Unis, Hero atteint le top 5 au Canada, en France, en Irlande, en Norvège, en Nouvelle-Zélande ainsi que le top 10 en Australie et au Royaume-Uni. Grâce à sa popularité, Hero est reprise par les finalistes de X Factor 2008 et sortent un single qui est numéro un en Irlande et au Royaume-Uni tout en devenant l'une des chansons les plus vendues au Royaume-Uni.
En raison des lettres envoyées par ses fans, ainsi que la connexion avec les paroles, elle reste l'une des chansons de Carey les plus interprétées. Considérée comme sa chanson phare, elle l'interprète dans les émissions The Arsenio Hall Show, The Jay Leno Show et Hey Hey It's Saturday lors de sa sortie. De plus, Carey l'interprète lors de plusieurs émissions spéciales comme Pavarotti and Friends (1999), Michael Jackson & Friends (1999), America: A Tribute to Heroes (2001), Live 8 (2005) et l'investiture de Barack Obama (2009). Elle figure aussi parmi les tournées de Carey depuis le Music Box Tour et sert habituellement de chanson de clôture. La chanson figure sur les compilations Number 1's (1998), Greatest Hits (2001) et The Ballads (2008).
Tout au long de sa carrière, Carey ré-enregistre la chanson deux fois, et réalise plusieurs clips en plus de l'original. Le premier clip est filmé par Larry Jordan en juillet 1993 lors d'un concert privé au Proctor's Theatre, figurant plus tard sur la vidéo Here Is Mariah Carey. En 2001, après les attentats du 11 septembre 2001, Carey ré-enregistre la chanson dans un mash-up intitulé Never Too Far/Hero Medley, un medley avec le single Never Too Far. Avant la publication de The Ballads, Carey ré-enregistre Hero et filme un nouveau clip montrant les coulisses du studio. Hero gagne deux ASCAP Rhythm & Soul Music Awards, un ACSAP Pop Music Award et un BMI Pop Award for the Songwriter Award. La chanson est reprise par de nombreux artistes en studio ou en direct mais aussi dans plusieurs télé-crochets.

## Genèse
En 1989, Mariah Carey est remarquée par Tommy Mottola, chef de Columbia Records et signe rapidement un contrat avec le label. Son premier album, publiée l'année suivante, est un ré-enregistrement des chansons qu'elle a écrites avec son ami Ben Margulies lorsqu'elle était à l'université. Sept chansons sont choisies depuis les démos et quatre autres sont écrites. Elles sont produites par Carey et un panel de producteurs. Cet album reçoit de bonnes critiques qui le considèrent comme une entrée adulte et saluent le mélange des styles pop, R&B et soul. L'album rencontre du succès et se vend à quinze millions d'exemplaires dans le monde,. Alors que l'album connaît un fort succès, Carey commence à s'intéresser à d'autres genres pour son second album, Emotions (1991). Columbia la laisse prendre plus de pouvoir sur sa musique, l'autorisant à changer de genre musical, de mélodie et de production. Carey travaille avec beaucoup de nouveaux musiciens et de producteurs ; Walter Afanasieff est le seul qui l'accompagne depuis le début.
Emotions est influencé par les années 1950, 60, 70, le gospel, le R&B et la soul. Si certains critiques le trouvent encore plus mature, il n'atteint pas le même succès que son premier album et se vend à moins d'exemplaires. Columbia décide de revenir au même genre que le premier album et produire des chansons plus commerciales. Leur plan est de rendre la voix de Carey moins puissante et de faire des chansons plus contemporaines. Carey et Afanasieff approuvent le changement et écrivent des chansons pour le troisième album, Music Box (1993). Sur la première piste, Dreamlover, Carey travaille avec Dave Hall pour la production,. Dans le but d'aider à l'arrangement de la chanson, Mottola demande l'aide de Walter Afanasieff qui complète la chanson et la rend plus commerciale.

## Développement et enregistrement
Au-delà de son travail de productrice et de chanteuse, Carey est aussi une auteur et a écrit et produit toutes ses chansons depuis le début de sa carrière. Lors de la production de Music Box, Epic Records veulent qu'elle écrive une chanson avec Afanasieff pour la bande originale du film Héros malgré lui avec Dustin Hoffman et Geena Davis. Alors que Carey est intéressée par le projet, Mottola est vraiment hésitant à laisser Carey s'investir dans un film craignant que cela puisse toucher sa carrière. De plus, Columbia sont inquiets de laisser leur meilleure artiste contribuer à un autre label même si c'est une branche de la compagnie parente Sony. Afanasieff dit : « Les gens d'Epic Records voulaient faire la bande originale du film. Ils voulaient que Mariah chante la chanson thème du film mais ils ne pensaient pas qu'ils pouvaient le faire car à l'époque on ne pouvait pas approcher Mariah pour contribuer à un film. Ils décident donc d'essayer le meilleur moyen, de nous laisser écrire quelque chose ». Toujours intéressée pour travailler sur le film, Carey accepte d'écrire la chanson du film alors composée pour la chanteuse Gloria Estefan. Carey et Afanasieff viennent dans un studio de New York, et au bout de deux heures, ils ont déjà composé la mélodie, les paroles et le concept. Lors d'une interview pour Fred Bronson, Afanasieff discute du processus dans lequel ils ont conçu la chanson :

« Je suis venu à New York pour aller au studio et nous avons fait une pause. J'étais assis au piano et j'ai parlé du film à Mariah. En deux heures, nous avions cette graine incroyable qu'est Hero. Mariah ne devait pas la chanter. Dans sa tête, elle écrivait une chanson pour Gloria Estefan et pour le film. Et nous entrés dans un endroit où Mariah n'était jamais allée–dans ses mots, il y avait un peu trop d'eau de rose, trop de ballade, elle était trop démodée comme la mélodie et les paroles. »

Après la conception de la démo de la chanson, Tommy Mottola, chef de la direction de Sony Music Entertainment, marche dans le studio. Après avoir entendu la première version de la chanson sur laquelle ils travaillaient encore, il s'intéresse à la chanson et demande pour quel projet est-elle destinée. Carey explique le concept de la chanson et qu'elle serait utilisée pour le film Héros malgré lui. Mottola éprouve soudainement une profonde affection pour la chanson et dit : « Tu blagues ? Tu ne peux pas faire cette chanson pour ce film. Elle est trop bien. Mariah, tu dois prendre cette chanson. Tu dois la faire ». Au départ, Carey a été guidée par le projet du film mais Afanasieff reconnaît qu'elle en a fait une chanson personnelle et écide de la garder, en changeant les paroles, la tonalité et l'instrumentation. Finalement, ils gardent Hero et Afanasieff se rend chez Epic et leur dit qu'ils n'ont pas réussi à faire une chanson pour la bande originale. Estefan n'a jamais entendu la chanson qui lui était destinée, et la chanson utilisée pour le film fut Heart of a Hero, écrite, produite et enregistrée par Luther Vandross. Les semaines suivantes, après avoir terminé la chanson, Afanasieff explique l'enregistrement à Bronson et de la multitude des versions créées par Carey :

« Il y avait une prestation simple sur une cassette et une autre plus difficile où Mariah chante plus. Mais nous avons choisi une alternative joyeuse. La chanson ne cherche pas vraiment de fantaisie. Mais elle combat toujours les forces en elle parce qu'elle est sa propre avocate. Elle veut faire quelque chose de très haut et d'utiliser le talent qu'elle a. Mais elle sait qu'elle doit se restreindre et faire ce que la musique veut. »

## Structure musicale et paroles
Hero est une ballade à tempo modéré s'inspirant du R&B et de la pop. La chanson est écrite et produite par Carey et Afanasieff et est le second single de son troisième album : Music Box (1993). Son instrumentation se compose de piano, de guitare et d'orgue. Selon la partition musicale publiée par Musicnotes.com d'Alfred Music Publishing, la chanson a une mesure en 4/4 avec un tempo modéré de 62 pulsations par minute. Elle est composée dans la tonalité de Mi majeur et la voix de Carey s'étend entre les notes Sol2 à Mi4. Le refrain suit la séquence Solsus1, Sol, Sol/Fa, Mi mineur6, Sol/Ré, Do, Sol/Si et La mineur6 comme progression d'accords. Carey trouve que la chanson est « trop à l'eau de rose », trop au top pour elle et pas assez en phase avec sa musique. Cependant, après avoir été convaincue par Mottola de garder la chanson, Carey change la chanson et la personnalise tout en sentant une connexion grandissante avec la chanson. Selon l'auteur Chris Nickson, Hero est l'une des ballades de Carey les plus inspirées et les plus personnelles. Carey dit que la chanson n'a jamais été sa préférée, cependant, après avoir lu toutes les lettres et messages de ses fans, elle pense qu'elle doit l'interpréter aussi souvent que possible. Lors d'une interview pour Fred Bronson, Carey décrit le sens de la chanson :

« Une personne pourrait dire que Hero est un déchet à l'eau de rose mais une autre personne peut m'écrire une lettre et dire : « Chaque jour depuis dix ans, j'ai voulu me suicider jusqu'à ce que j'entende cette chanson et que je réalise que je peux être mon propre héros ». Et ça, c'est un sentiment inexplicable, comme si j'avais fait quelque chose avec ma vie, vous savez ?... Ça signifie quelque chose à chacun. »

Les paroles de la chanson décrivent la force qui dort en chacun et l'habileté de chaque personne à devenir un héros. Selon Carolin K. Ingall, la chanson inspire chacun à être un héros. Ingall continue sur les conséquences de cette force à inspirer et transformer autour d'elle et le fait que chaque personne a en elle la lumière et la force nécessaires pour changer le monde. De la même façon, Darlene Wade relie les paroles de la chanson à la force de l'esprit et les connote avec Dieu. Dans son autobiographie, Wade parle du sens personnel que lui donne la chanson ainsi que du lien avec l'esprit divin de chacun :

« Elle t'encourage à connaître le héros qui dort en toi. Je l'appelle 'l'Esprit de Dieu' qui demeure en moi. Je crois que nous sommes tous nés avec le statut héroïque qui dort en nous. Nous passons trop de temps à rechercher un héros et quand il nous laisse, on est en colère, déprimé et on se sent trahi. Le problème est que chaque personne est sujette à l'erreur, peu importe qui elle est, peu importe comment elle est consacrée ou ce que l'appel représente dans sa vie. »

Selon Maryellen Moffitt, auteur de See It, Be It, Write It, Hero permet de se regarder soi-même et de découvrir son propre courage, d'être fort et de croire en soi lors des périodes de trouble et d'adversité. Moffitt affirme que la chanson l'a aidée à surmonter les moments difficiles quand « les solutions semblaient loins ». Après sa performance de One Sweet Day au Honda Center d'Anaheim lors de la tournée The Adventures of Mimi Tour, Carey décrit l'importance de la chanson pour elle et ses fans :

« J'ai écrit une chanson un peu avant One Sweet Day et ce n'est pas ma chanson favorite dans le monde mais je l'ai écrite. Quelqu'un m'a demandé décrire une chanson et m'a expliqué le scénario et vous savez, c'est une sorte de concept changeant. Et je l'ai faite, je me disais que ce n'était pas ce que j'aimais, mais après avoir chanté la chanson encore et encore et avoir entendu les gens me dire, merci d'avoir écrit Hero parce qu'elle a sauvé ma vie ou celle de mon père ou celle de mes frères et sœurs ou quelque chose de cette nature, je me dis que je dois toujours chanter cette chanson quand je suis en concert car si je ne le fais pas, vous ne saurez jamais qui j'exclus et vous savez, dans certaines périodes de ma vie, j'ai dû me tourner vers cette chanson et la faire marcher pour moi en me la chantant. Elle vient de l'album Music Box et elle s'appelle Hero, elle est pour vous. »

## Suspicions de copyright
Hero a été le sujet de deux accusations de plagiat, l'un par Christopher Selletti en 1993 et l'autre par Rhonda Dimmer en 1996. Selletti déclare avoir écrit les paroles de la chanson sous forme d'un poème. Un jour, alors qu'il conduit Sly Stone en limousine à Long Island, il lui montre le poème. Selletti déclare que Stone a fait des compliments sur le poème, l'a pris et lui a promis de le créditer et lui donner les royalties.

## Clips et ré-enregistrements
Le clip du titre "Hero" est extrait d'une performance de Mariah Carey lors d'un de ses concerts au Proctor's Theatre à Schenectady, New York. Le concert, filmé le 18 juillet 1993, était une captation faite pour une émission spéciale pour la chaîne américaine NBC qui a été diffusée la même année pour Thanksgiving.
Après les attaques du 11 septembre 2001, Mariah Carey enregistre un medley "Never Too Far/Hero" qui sortira en single caritatif le 11 décembre 2001. Le clip du single, qui n'a cependant jamais été diffusé comme tel à la télévision, montre Mariah Carey interpréter le medley lors du concert United We Stand organisé par Michael Jackson au RFK Stadium, à Washington D.C., le 21 octobre 2001.
En 2008, Mariah Carey ré-enregistre le titre "Hero" pour promouvoir la sortie de la compilation The Ballads. Le titre ré-enregistré bénéficie d'un clip montrant cette fois-ci la chanteuse en studio ainsi que des images aériennes de la ville de New York.

## Versions officielles
| CD single européen 1. Hero (LP version) – 4:18 2. Hero (Live) – 4:16 CD Maxi single européen 1. Hero (LP Version) – 4:19 2. Dreamlover (Def Club Mix Edit) – 4:02 3. Dreamlover (Theo's Club Joint) – 4:32 4. Dreamlover (Def Tribal Mix) – 6:40 | CD single japonais 1. Hero – 4:18 2. Everything Fades Away – 5:25 CD Maxi single américain 1. Hero (LP Version) – 4:18 2. Hero (Live) – 4:16 3. Everything Fades Away – 5:25 4. Dreamlover (Club Joint Mix) – 4:33 |

## Crédits
Crédits issus de l'album Music Box
Hero a été enregistrée aux Record Plant Studios à Sausalito et The Record Plant à Los Angeles. La voix a été mixée aux Right Track Studios à New York.
- Mariah Carey – auteur-compositeur-interprète
- Walter Afanasieff – auteur-compositeur, claviers, synthétiseur, guitare acoustique, rythme
- Michael Landau – guitare
- Dana Jon Chappelle – ingénieur du son
- David Gleeson – ingénieur
- Mick Guzauski – mixage
- Bob Ludwig – mastering

## Classements et certifications
| Version de Mariah Carey Cette section est vide, insuffisamment détaillée ou incomplète. Votre aide est la bienvenue ! Comment faire ? | Version de X Factor Cette section est vide, insuffisamment détaillée ou incomplète. Votre aide est la bienvenue ! Comment faire ? |

## Compléments